# Claude-Annie Gugenheim
Pour les articles homonymes, voir Gugenheim.
Claude-Annie Gugenheim (née le 23 août 1928 à Paris et morte le 20 juin 2014 en Israël) est une pédagogue juive française, rédactrice-en-chef de la revue trimestrielle HaMoré. Elle était l'épouse du grand-rabbin Ernest Gugenheim et compte parmi ses six enfants le grand-rabbin Michel Gugenheim.

## Éléments biographiques
Claude-Annie Dalsace rencontre Ernest Gugenheim lorsqu'elle est acceptée comme son élève en octobre 1947 à l'École de liturgie et pédagogie au Séminaire israélite de France. Un an et demi plus tard, le professeur et son élève se marient. Ernest Gugenheim décède le 27 mars 1977.
Elle est décédée le 20 juin 2014 et inhumée le même jour en Israël, où elle habitait depuis quelques années.

## Rédactrice-en-chef deHamoré
Claude-Annie Gugenheim occupe pendant de nombreuses années la fonction de directrice de la revue pédagogique juive HaMoré,, dont la fondation remonte à 1957.

## Publications
- Anne et Daniel: le judaïsme dans la vie quotidienne, Service Technique Pour L'Éducation, 1975
- La Michna: Pirké Avot. Traduction et commentaire de Claude-Annie Gugenheim. T. 15 des Chantiers du rabbinat. Librairie Colbo, Paris, 1988[5]  (ISBN 9782904068331)
- La Passion de transmettre, FSJU/Hamoré, 2008[6],[7].
- (en) Letters from Mir. A Torah World in the Shadow of the Shoah. The Correspondence of Ernest Gugenheim. Edited by Claude-Annie Gugenheim. Associate Editor: Martine Bendavid. Traduction de l'ouvrage paru en France sous le titre  Lettres de Mir... d'un monde de Tora effacé par la Shoah, Traduit en anglais par Ken Ritter, OU Press, New York, 2014.  (ISBN 978-1879016569)

### En collaboration
- Aron Barth, Annie Gugenheim, Aux questions actuelles, des réponses juives, Fondation Sefer, 1969[8]
- Ernest Gugenheim, Claude-Annie Gugenheim, Michel Gugenheim, Les Portes de La Loi, Albin Michel, 1990